# Bensonville
Bensonville è una città della Liberia, capoluogo della contea di Montserrado, la stessa contea dove si trova la capitale Monrovia. È il centro commerciale di riferimento per la circostante regione agricola.